# Ось поси моє
«Ось поси моє» — оповідання Леся Мартовича.
Як видно з листа Л. Мартовича до Михайла Павлика від 19 грудня 1900 року, оповідання написане в м. Городку під Львовом в кінці цього року. Вперше з'явилося в газеті «Громадський голос» в 1901 р. в № 10 (с. 74 — 77), № 12 (с. 90 — 94), № 13 (С. 98—102), № 14 (С. 106—109) і № 15 (С. 114—117). А потім було включене автором у його збірку «Хитрий Панько і інші оповідання» (1903).